# Simulium coalitum
Simulium coalitum är en tvåvingeart som beskrevs av Frederick E. Pomeroy 1922. 
Simulium coalitum ingår i släktet Simulium och familjen knott. Inga underarter finns listade i Catalogue of Life.